# Роу, Дженнифер
Дже́ннифер Джун Ро́у (англ. Jennifer June Rowe; 2 апреля 1948 года, Сидней, Австралия) — популярная австралийская писательница. Роу пишет детективы для взрослых читателей под своим настоящим именем, а книги для детей — под псевдонимом Эмили Родда (англ. Emily Rodda). Наиболее известны её детские серии «Волшебный Пояс Тилоары», «Роуэн из Рина», «Волшебное королевство» и «АО Великолепная Шестёрка».

## Биография
Дженнифер Роу родилась 2 апреля 1948 года в Сиднее (Австралия). В 1973 году она закончила Сиднейский университет, получив степень магистра (англ. Master of Arts) в области английской литературы. Начала свою карьеру как младший редактор в издательстве Hamlyn. Затем проработала четырнадцать лет в издательстве Angus & Robertson на различных уровнях: от редактора до директора и, наконец, издателя. В те годы она и начала писать детские книги под именем Эмили Родда, взяв в качестве псевдонима имя своей бабушки. Первая книга Дженнифер, «Something Special», была опубликована в 1984 году и была награждена премией «Australian Children’s Book Council Book of the Year for Younger Readers Award». Всего Дженнифер была удостоена этой награды пять раз.
С 1984 по 1992 год Роу продолжала заниматься издательским делом, позже работала редактором в Australian Women's Weekly, писательство же было ограничено её свободным временем. С 1994 года Роу решила отдать большую часть своего рабочего времени написанию книг. В настоящее время она совмещает писательство с консультациями для издателей. Живёт в Блу-Маунтинс в Новом Южном Уэльсе с мужем Джеффри Алланом Дейвисом-мл. III. Имеет четверо детей. Дочь Кейт Роу — пишет книги (некоторые из Teen Power Inc. написаны в соавторстве с нею), поет и пишет песни.
Роу написала для взрослых известную криминальную серию «Verity Birdwood»: «Grim Pickings» (1988) (экранизированную австралийским телевидением как мини-сериал), «Murder by the Book», «Death in Store», «The Makeover Murders» и «Strangehold». Позже она также написала о детективе Тессе Ванс в книгах «Suspect» (также опубликованной как «Deadline») и «Something Wicked»; обе книги были использованы в австралийском телешоу «Murder Call». Также Роу выступила в роли редактора сборника криминальных историй «Love Lies Bleeding» и участвовала в сборнике 1997 года «Crimes for Summer» с «Moonlight Becomes You».

### Эмили Родда
Среди книг, написанных ею для детей под псевдонимом Эмили Родда, наиболее известны серии «Волшебный Пояс Тилоары» («Deltora Quest»), «Роуэн из Рина» («Rowan of Rin») и «АО Великолепная Шестёрка» («Teen Power Inc.»).
Во всем мире уже продано свыше 10 миллионов экземпляров книг из серии «Deltora Quest» (фэнтези). Она была опубликована в Австралии, Новой Зеландии, США, Канаде, Японии, Италии, Бразилии, Китае, Чешской Республике, Дании, Франции, Финляндии, Германии, Венгрии, Индонезии, Нидерландах, Норвегии, Польше, Португалии, Румынии, России, Сербии, Южной Корее, Испании, Швеции, Тайване, Таиланде, Турции и Великобритании. Аниме-сериал «Deltora Quest» был показан японским телевидением в 2007 году.
Широко известны её книги «Finders Keepers» и «The Timekeeper» (фантастика, 1990 и 1992 годы), экранизированные австралийским телевидением как мини-сериал «The Finder». «Teen Power Inc.» series — ещё одна серия, о приключениях шестерых подростков, организовавших трудовое агентство, но вечно попадающих в какие-то приключения — порой смертельно опасные.
Огромным успехом пользуются и последние книги Эмили Родды, трилогия о королевстве Рондо — «The Key To Rondo», «The Wizard of Rondo» и «The Battle for Rondo». Первая из них уже стала её третьей наиболее популярной книгой, а вторая — уже на шестом месте. Первое место занимает её серия «Deltora Quest».

## Награды
- 1985 — Children’s Book Council of Australia (CBCA): Junior Book of the Year — Something Special
- 1987 — CBCA: Junior Book of the Year — Pigs Might Fly
- 1989 — CBCA: Book of the Year for Younger Readers — The Best-kept Secret
- 1991 — CBCA: Book of the Year for Younger Readers — Finders Keepers
- 1994 — CBCA: Book of the Year for Younger Readers — Rowan of Rin
- 1995 — The Dromkeen Medal[7]
- 1997 — CBCA: Honour Book for Younger Readers — Rowan and the Keeper of the Crystal
- 1999 — Dymock’s Children’s Choice Awards: Favourite Australian Younger Reader Book — Rowan of Rin Series
- 2000 — COOL Awards Fiction for Younger Readers Award за Bob The Builder And The Elves
- 2003 — YABBA award (VIC children’s choice) — Deltora Quest 2
- 2002 — KOALA award (NSW children’s choice) — серия Deltora Quest
- 2002 — Aurealis Awards: Peter McNamara Convenors' Award — серия Deltora Quest
- 2002 — WA Young Reader’s Book Awards: Most Popular Book — Deltora Quest — The Forests of Silence
- 2003 — COOL Awards Fiction for Younger Readers Award за серию Deltora Quest 2
- 2004 — COOL Awards Fiction for Younger Readers Award за серию Deltora Quest 3
- 2008 — Aurealis Awards Best Children’s Novel за The Wizard of Rondo
- 2012 — Children's Book Council of Australia (CBCA): Younger Readers — The Golden Door[8]
- 2013 — KOALA Award Fiction for young readers — The Golden Door[9]
- 2019 — Орден Австралии за вклад в литературу[10]
- 2019 — CBCA: Book of the Year for Younger Readers — His Name Was Walter[11]
- 2019 — Литературная премия премьер-министра Австралии (PMLA) — His Name Was Walter[12]

## Книги

### Как Дженнифер Роу
- Verity Birdwood (серия) (1988—1993)
- Tessa Vance (серия) (1997—1998)
- Angela’s mandrake & other feisty fables (2000) (переиздана как Fairy Tales for Grown-Ups)

### Как Эмили Родда

#### Серии
- The Deltora Quest (2000—2005) (три основные серии плюс бонус-книги)
- Rowan of Rin (1994—2004)
- Fairy Realm (2005) (две серии)
- Teen Power Inc. (1994—1999) (переиздана как Raven Hill Mysteries)
- Squeak Street (2005)
- Rondo Trilogy (2007—2010):
  - The Key to Rondo (2007)
  - The Wizard of Rondo (2008)
  - The Battle for Rondo (2010)
- The Three Doors trilogy (2011–2012)
- Star of Deltora series (2015–2016)

#### Отдельные произведения
- Something Special (1984)
- Pigs might Fly (1986) (переиздана как The pigs are flying)
- The Best-kept Secret (1988)
- Dog Tales (2001)
- Finders Keepers (1990)
- The Timekeeper (1992) (сиквел к Finders Keepers)
- Crumbs! (1990)
- The Julia tapes (1999)
- The Shop at Hooopers Bend (2017)
- His Name Was Walter (2018)

#### Для детей младшего возраста
- Power and Glory (1994)
- Yay! (1996)
- Game plan (1998)
- Where do you hide two elephants? (1998)
- The long way home (2001)
- Green fingers (1998)
- Fuzz the famous fly (1999)
- Bob the builder and the elves (1998)
- Gobbleguts (2000)

#### Редактор
- Love Lies Bleeding (Allen & Unwin, 1994)[13]

### На русском языке
Роуэн из Рина / Rowan of Rin:
- Роуэн из Рина (Роуэн из Рина, Роуэн и бродники, Роуэн и Хранитель Кристала) (2007)
- Роуэн — ученик колдуньи (Роуэн в стране Зиба, Роуэн и букшахи) (2007)

Волшебный Пояс Тилоары / The Deltora Quest:
- Все о волшебной стране Тилоаре / The Deltora Quest (2007)

(истории 1-8: Лес безмолвия, Озеро слез, Город крыс, Зыбучие пески, Зловещая гора, Пещера зверя, Долина пропавших, Возвращение в Тил)
- Лес Безмолвия / The Forests of Silence (2005)
- Город Крыс / City of the Rats (2006)

АО Великолепная Шестёрка / Teen Power Inc.:
- Дело о черных жемчужинах / (2001)
- Дело о драгоценных рыбках / (2000)
- Дело о хитром писателе / (2000)
- Дело об украденных кошках / Cry of the Cat (2000)
- Дело о таинственном отшельнике / (2001)
- Дело о злой собаке / The Bad Dog Mystery (2000)
- Дело о пропавшем миллионере / The Missing Millionaire (2000)

## Фильмография
- Murder Call, драма, телесериал (36 серий, 1997—2000) — автор и творческий консультант
- Blue Heelers, телевизионная полицейская драма (1994)
- Grim Pickings, телевизионный мини-сериал (1989), по мотивам книги и сценария Питера Гаулера и Грэхема Коуцвельда
- Deltora Quest, аниме-сериал для японского телевидения (2007)